# Zero Halliburton

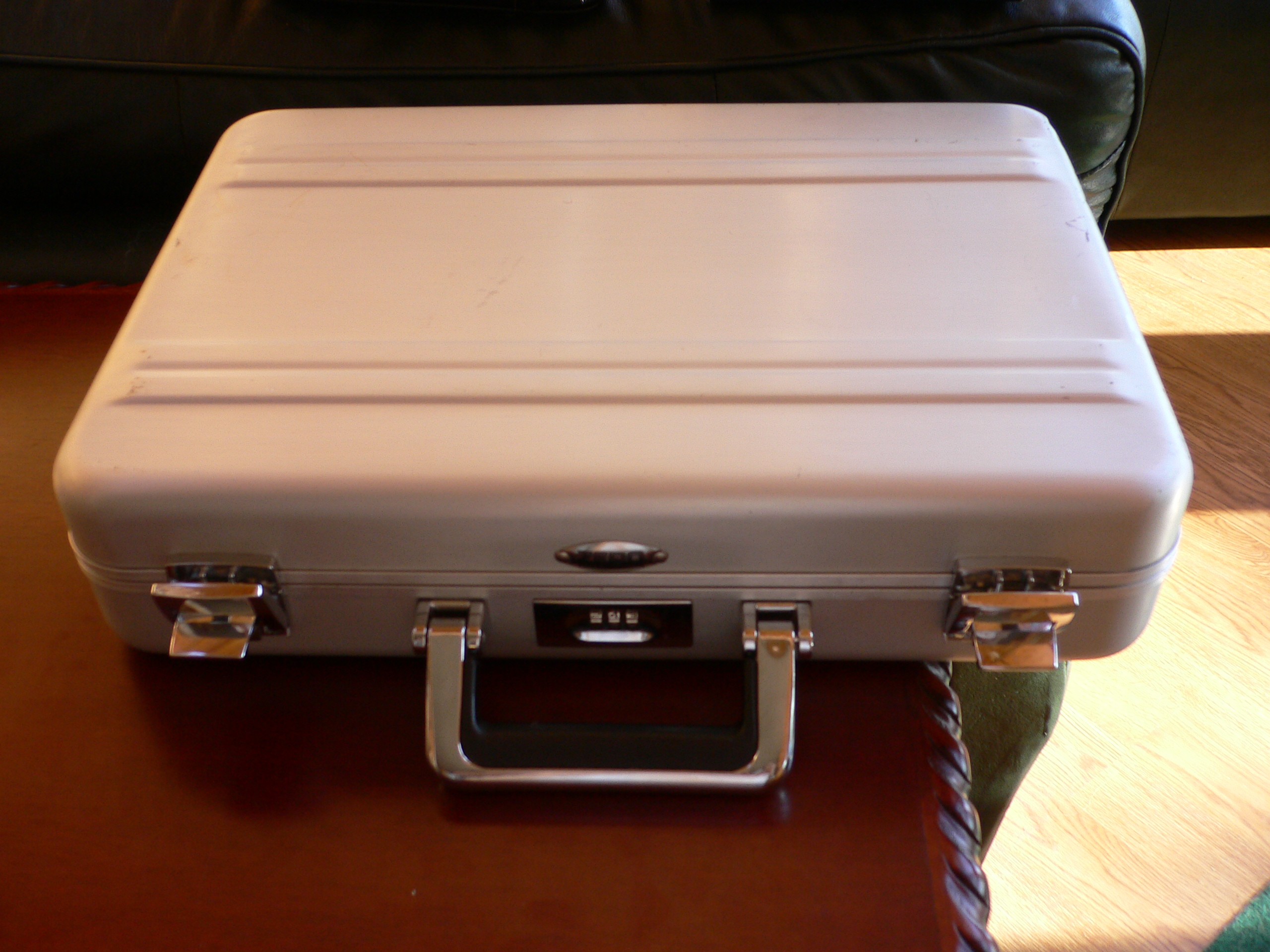
Zero-Halliburton-Koffer

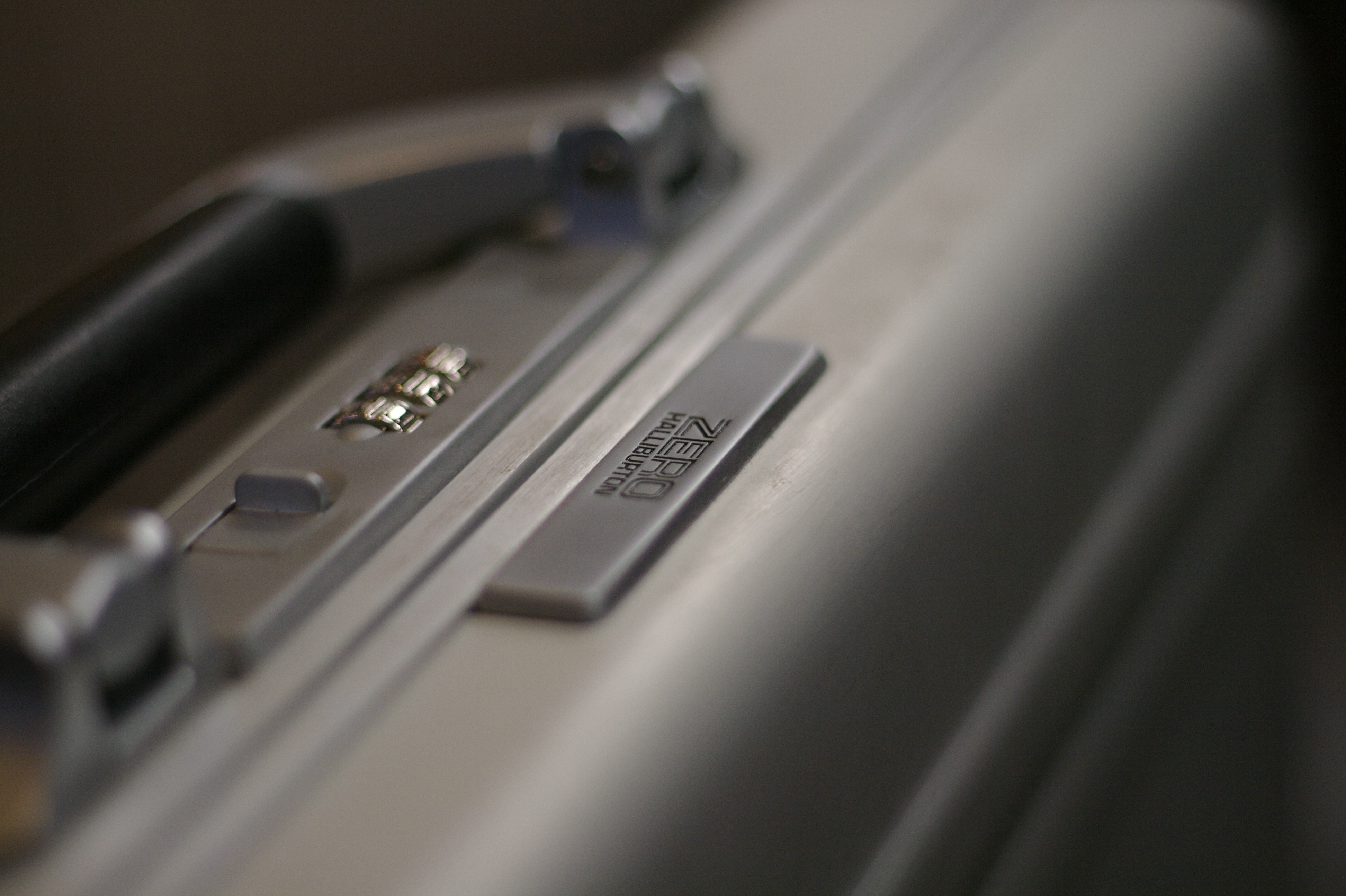
Nahaufnahme

Zero Halliburton ist ein US-amerikanisches Unternehmen, das robustes Reisegepäck wie Koffer und insbesondere Aktenkoffer bevorzugt aus Aluminium herstellt. Das Unternehmen ging aus der metallverarbeitenden Firma Zierold Company hervor, die 1946 ihren Namen in Zero Corporation änderte. Im Jahre 1952 kaufte Zero die Gepäcksparte der texanischen Firma Halliburton, die als Anbieter von technischen Dienstleistungen, Wartungsservices, Planungs- und Entwicklungsservices, sowie Zulieferer verschiedener Produkte an Unternehmen aus der Erdöl- und Energieindustrie tätig ist.
Die Zero Corporation verkaufte am 29. Dezember 2006 ihren gesamten Privatkundengeschäftbereich an den japanischen Gepäckhersteller ACE Co. Ltd., so dass Zero Halliburton heute eine 100-prozentige Tochtergesellschaft der ACE Co. Ltd. mit Sitz in Osaka und Tokio ist.
Erle Palmer Halliburton (1892–1957), der Gründer des Unternehmens Halliburton, beauftragte im Jahre 1938 Flugzeugingenieure mit der Neukonstruktion von stabilem Reisegepäck. Er suchte nach Koffern, die für den rauen Transport auf einem Pick-up-Lastwagen auf den ruppigen und zum Teil unbefestigten Wegen auf den Ölfeldern in Texas in jenen Tagen geeignet waren. Die Konstrukteure sollten ein besonders haltbares Behältnis abliefern und entschieden sich für Aluminium statt für Leder oder Stoff wegen der besonderen Steifigkeit des Materials und der guten Dichtheit gegen Staub und Wasser. So entstand ein metallisch glänzender Koffer mit abgerundeten Ecken, schweren Verschlüssen und einem soliden Handgriff. Der Zero Halliburton ist für seine Unverwüstlichkeit bekannt.
Eine besondere Karriere wurde dem robusten Aluminium-Koffer in mehr als 200 Hollywoodproduktionen von Mission Impossible über Independence Day bis zu Air Force One zuteil. Zum Beispiel drosch Harrison Ford in dem Film Firewall mit einem Zero Halliburton in der Hand auf seine Verfolger ein.
Eine modifizierte Ausgabe des Zero Halliburton ist immer in unmittelbarer Nähe des amtierenden Präsidenten der Vereinigten Staaten von Amerika: 18 kg schwer, streng bewacht und angekettet an einen Soldaten. Der Koffer ist mit einer schwarzen Lederhülle ummantelt, kugelsicher und mit einer Antenne bestückt. Der Spitzname des Koffers lautet nuclear football (Atomkoffer) und in seinem Inneren ist eine Vorrichtung installiert, die es dem Präsidenten mit den nur ihm bekannten Codes ermöglicht, einen Gebrauch von Nuklearwaffen zu autorisieren.